# Julio Ruiz de Alda

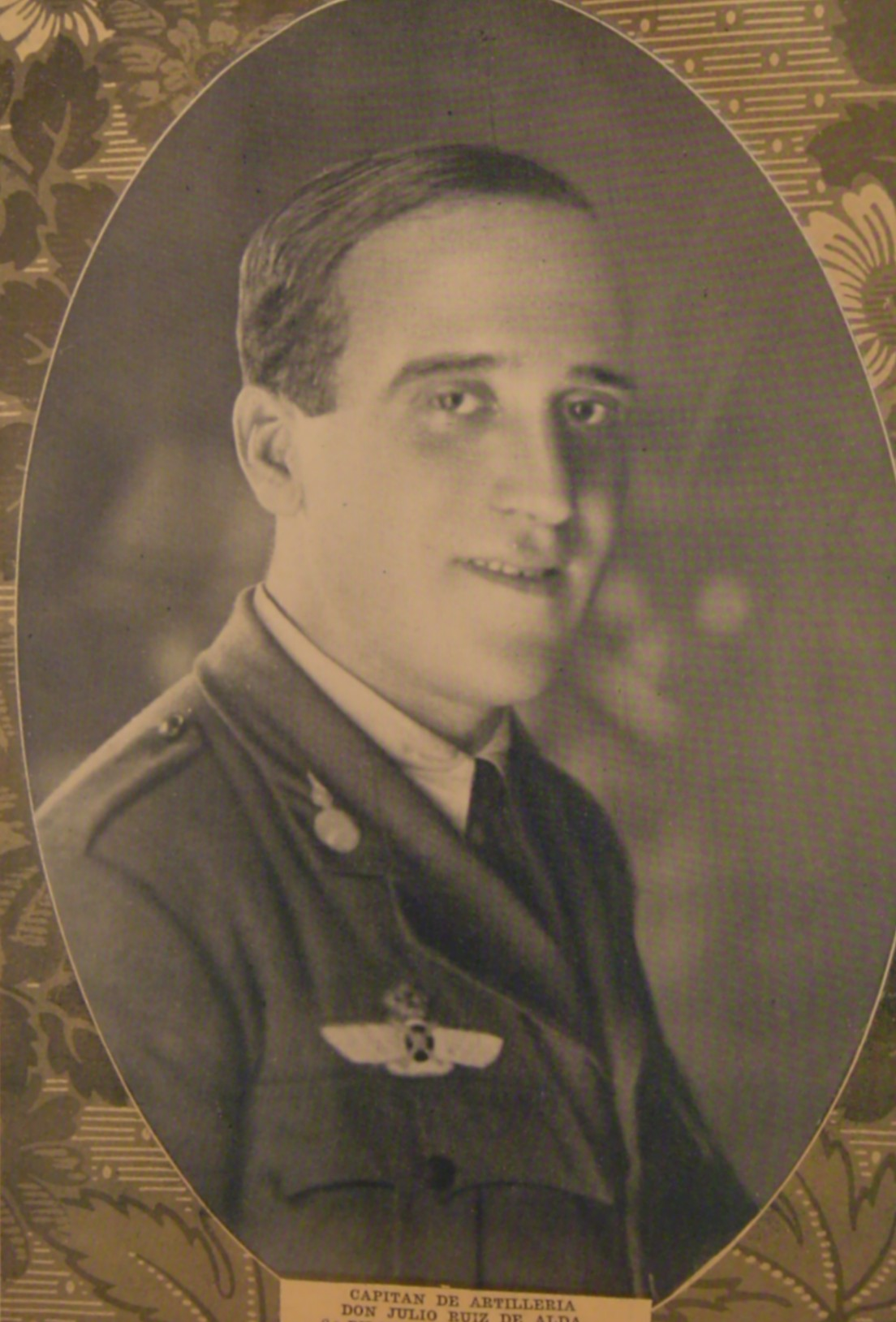
Julio Ruiz de Alda

Julio Ruiz de Alda Miqueleiz (* 7. Oktober 1897 in Estella, Navarra; † 23. August 1936 in Madrid) war ein spanischer Flugzeugpilot und Politiker.

## Leben
Ruiz de Alda trat im Alter von 15 Jahren in die spanische Armee ein und absolvierte die Artillerieakademie in Segovia, danach  die Pilotenschule in Getafe und gründete die Compañía Española de Trabajos Fotogramétricos Aéreos (CETFA).
Er war der Copilot des Plus-Ultra-Flugzeugs während der Atlantiküberquerung von 1926. Die Plus Ultra startete am 22. Januar von Palos de la Frontera in der Provinz Huelva und landete am 26. Januar in Buenos Aires, Argentinien. Es wurden Zwischenstopps in Gran Canaria, Kap Verde, Pernambuco, Rio de Janeiro und Montevideo eingelegt. Die Strecke von 10.270 Kilometern wurde in 59 Stunden und 39 Minuten zurückgelegt. Der andere Pilot des Flugzeugs war Ramón Franco, Bruder des Generals Francisco Franco. Gemeinsam mit Ramón Franco wollte er auch in einer Dornier Do 16 die Welt umqueren, die Vorbereitungen dafür scheiterten jedoch 1928.
Ruiz de Alda war 1931 zusammen mit José Antonio Primo de Rivera Mitbegründer und Gründungsvorsitzender der faschistischen Kleinpartei Falange. Nach dem von Marokko ausgehenden Versuch eines militärischen Staatsstreichs am 17. Juli 1936, den die Falange unterstützte, wurde er verhaftet und in das Gefängnis Cárcel Modelo de Madrid gebracht, wo er am 23. August unter ungeklärten Umständen ums Leben kam (vermutlich wurde er ermordet). Der Staatsstreich und der folgende Spanische Bürgerkrieg führten letztlich dazu, dass Francisco Franco Diktator Spaniens wurde.
Der Tod von Ruiz de Alda soll Ramón Franco und seinen eigenen Bruder Eustaquio Ruiz de Alda dazu gebracht haben, den Putsch zu unterstützen. Eustaquio Ruiz de Alda fiel 1937 in Nordafrika.